# بروتاج (أوهايو)
بروتاج (بالإنجليزية: Portage, Ohio)‏ هي منطقة سكنية تقع في الولايات المتحدة في مقاطعة ود، أوهايو. يقدر عدد سكانها بـ 438 نسمة ومساحتها 3.86 كم2 ووترتفع عن سطح البحر 209 متر.

## التركيبة السكانية
قام مكتب تعداد الولايات المتحدة بتحديد بيانات التركيبة السكانية لبروتاج في تعداد الولايات المتحدة. في ما يلي، التركيبة السكانية حسب تعدادي 2000 و2010.

### تعداد عام 2000
بلغ عدد سكان بروتاج 428 نسمة بحسب تعداد عام 2000، وبلغ عدد الأسر 153 أسرة وعدد العائلات 108 عائلة مقيمة في القرية. في حين سجلت الكثافة السكانية 286.0 نسمة لكل ميل مربع (110.4/كم2). وبلغ عدد الوحدات السكنية 166 وحدة بمتوسط كثافة قدره 110.9 نسمة لكل ميل مربع (42.8/كم2).
وتوزع التركيب العرقي للقرية بنسبة 91.59% من البيض و 0.70% من الأمريكيين الأصليين و 1.17% من الأمريكيين الأفارقة و 2.80% من عرقين مختلطين أو أكثر.
بلغ عدد الأسر 153 أسرة كانت نسبة 35.3% منها لديها أطفال تحت سن الثامنة عشر تعيش معهم، وبلغت نسبة الأزواج القاطنين مع بعضهم البعض 62.1% من أصل المجموع الكلي للأسر، ونسبة 7.2% من الأسر كان لديها معيلات من الإناث دون وجود شريك، وكانت نسبة 28.8% من غير العائلات. تألفت نسبة 22.9% من أصل جميع الأسر من أفراد ونسبة 7.2% كانوا يعيش معهم شخص وحيد يبلغ من العمر 65 عاماً فما فوق. وبلغ متوسط حجم الأسرة المعيشية 3.12، أما متوسط حجم العائلات فبلغ 2.63.
بلغ العمر الوسطي للسكان 38 عاماً. وكانت نسبة 25.9% من القاطنين تحت سن الثامنة عشر، وكانت نسبة 8.2% بين الثامنة عشر والأربعة وعشرون عاماً، ونسبة 34.1% كانت واقعةً في الفئة العمرية ما بين الخامسة والعشرون حتى والأربعة وأربعون عاماً، ونسبة 22.4% كانت ما بين الخامسة والأربعون حتى الرابعة والستون، ونسبة 9.3% كانت ضمن فئة الخامسة والستون عاماً فما فوق. يوجد لكل 100 أنثى 106.8 ذكر، ويوجد لكل 100 أنثى في الثامنة عشر من عمرها فما فوق 105.8 ذكر.
بلغ متوسط دخل الأسرة في القرية 37,031 دولار، أما متوسط دخل العائلة فبلغ 43,125 دولار. وكان متوسط دخل الذكور 35,227 دولار مقابل 22,321 دولار للإناث. وسجل دخل الفرد الخاص بالقرية 15,698 دولار. وكانت نسبة 3.9% من العائلات ونسبة 10.4% من السكان تحت خط الفقر، وكان من هؤلاء نسبة 5.5% تحت سن الثامنة عشر ولا أحد منهم في الخامسة والستين من العمر وما فوق.

### تعداد عام 2010
بلغ عدد سكان بروتاج 438 نسمة بحسب تعداد عام 2010، وبلغ عدد الأسر 164 أسرة وعدد العائلات 105 عائلة مقيمة في القرية. في حين سجلت الكثافة السكانية 294.0 نسمة لكل ميل مربع (113.5/كم2). وبلغ عدد الوحدات السكنية 174 وحدة بمتوسط كثافة قدره 116.8 لكل ميل مربع (45.1/كم2).
وتوزع التركيب العرقي للقرية بنسبة 94.1% من البيض و 0.5% من الأمريكيين الأصليين و 0.5% من سكان جزر المحيط الهادئ و 1.4% من الأمريكيين الأفارقة و 0.7% من عرقين مختلطين أو أكثر.
بلغ عدد الأسر 164 أسرة كانت نسبة 30.5% منها لديها أطفال تحت سن الثامنة عشر تعيش معهم، وبلغت نسبة الأزواج القاطنين مع بعضهم البعض 51.2% من أصل المجموع الكلي للأسر، ونسبة 8.5% من الأسر كان لديها معيلات من الإناث دون وجود شريك، بينما كانت نسبة 4.3% من الأسر لديها معيلون من الذكور دون وجود شريكة وكانت نسبة 36.0% من غير العائلات. تألفت نسبة 27.4% من أصل جميع الأسر من أفراد ونسبة 7.9% كانوا يعيش معهم شخص وحيد يبلغ من العمر 65 عاماً فما فوق. وبلغ متوسط حجم الأسرة المعيشية 3.06، أما متوسط حجم العائلات فبلغ 2.50.
بلغ العمر الوسطي للسكان 38 عاماً. وكانت نسبة 20.5% من القاطنين تحت سن الثامنة عشر، وكانت نسبة 9.7% بين الثامنة عشر والأربعة وعشرون عاماً، ونسبة 27.9% كانت واقعةً في الفئة العمرية ما بين الخامسة والعشرون حتى والأربعة وأربعون عاماً، ونسبة 33.1% كانت ما بين الخامسة والأربعون حتى الرابعة والستون، ونسبة 8.9% كانت ضمن فئة الخامسة والستون عاماً فما فوق. وتوزع التركيب الجنسي للسكان بنسبة 49.8% ذكور و50.2% إناث.